# Maz Quinn
Maz Quinn est un surfeur professionnel néo-zélandais né le 9 août 1976 à Hamilton, en Nouvelle-Zélande. Il rejoint l'élite mondiale du surf, le Championship Tour, en 2002, devenant ainsi le premier néo-zélandais à atteindre ce niveau.

## Biographie
Maz Quinn est né à Hamilton mais ses parents s'installent à Gisborne alors qu'il n'a que deux ans. Il grandit dans un environnement lié au surf, sa mère étant avocate de plusieurs surfeuses et son père étant un membre de la fédération néo-zélandaise de surf. Il s'initie au surf sur le spot de Wanui Beach.
Au cours des années 1990, Quinn participe au circuit Qualifying Series qui lui permet de rejoindre en 2002 le circuit Championship Tour qui regroupe l'élite mondiale du surf. Il se classe 39e sur 46 participants.

## Résultats en WCT
- 2002 : 39e